# 인간 융모성 생식선 자극호르몬
인간 융모성 생식선 자극호르몬 또는 사람 융모성 생식선자극호르몬, 인간 융모성 성선자극호르몬, 인간 융모성 생식자극호르몬, 태반 융모막 생식자극호르몬, 태반 융모막 성선자극호르몬, 태반 융모막 자극호르몬, 태반 융모막 호르몬(human chorionic gonadotropin; hCG)은 당단백질 호르몬의 일종으로 임신시 태반의 합포체성 영양막층(syncytiotrophoblast)에서 만들어진다. 황체의 퇴화를 억제하여 황체호르몬이 황체로부터 계속 분비되도록 하여 임신이 지속될 수 있도록 한다.
- 혈중 인간 융모성 성선자극호르몬
- 소변 인간 융모성 성선자극호르몬

hCG(인간 융모막 성선 자극 호르몬 또는 인간 융모성 생식선 자극호르몬)은 임신 중에만 만들어진다. 태반에서 거의 독점적으로 만들어진다. 산모의 혈액과 소변에서 발견되는 hCG 호르몬 수치는 임신 초기에 많이 상승한다. 이것은 종종 임신과 관련된 메스꺼움과 구토에 역할을 할 수 있다고 알려져있다.

## β-hCG
hCG는 α-hCG와 β-hCG의 알파와 베타형이 알려져있다. 임신을 확인하고 진단하는데 β-hCG가 보다 유효한 측정 생체표지의 성능에서 선호된다고 알려져있다.

## 같이 보기
- 생식샘자극호르몬 방출호르몬